# Santa Maria della Mercede e Sant'Adriano
Santa Maria della Mercede e Sant'Adriano är en kyrkobyggnad och diakonia i Rom, helgad åt Jungfru Maria och den helige Hadrianus av Nicomedia. Kyrkan är belägen vid Viale Regina Margherita i quartiere Salario och tillhör församlingen Santa Maria della Mercede.
Kyrkan förestås av Mercedarieorden. I kyrkan vördas den heliga Bonosas reliker; de vördades tidigare i kyrkan Santa Bonosa i Trastevere.

## Historia
Kyrkan uppfördes år 1958 efter ritningar av arkitekten Marco Piloni. Till denna kyrka fördes altarna, vigvattenskålarna av Berninis skola samt målningarna Den heliga Familjen av Rafaels skola och Jesu heliga hjärta av Carlo Maratta från den dekonsekrerade kyrkan Sant'Adriano vid Forum Romanum.
Giovanni Biggi har utfört fasadens bronsskulptur föreställande Jungfru Maria.
Högaltarväggen har en monumental fresk föreställande Jungfru Maria och Mercedarieordens helgon, utförd av Luigi Montanarini. Interiörens glasmålningar, vilka framställer Mercedarieordens historia, är utförda av János Hajnal och Marcello Avenali.

## Diakonia
Kyrkan stiftades som diakonia med namnet Santa Maria della Mercede e Sant'Adriano a Villa Albani av påve Paulus VI år 1967.
Kardinaldiakoner
- John Joseph Krol, titulus pro hac vice: 1967–1996
- Vakant: 1996–2006
- Albert Vanhoye: 2006–2016; titulus pro hac vice: 2016–2021

## Kommunikationer
- Spårvagnshållplats – Roms spårväg, linje 2 3 19
- Busshållplats – Roms bussnät, linje n3d